# Heienbach
Heienbach ist ein Ort von insgesamt 106 Ortschaften der Gemeinde Reichshof im Oberbergischen Kreis im nordrhein-westfälischen Regierungsbezirk Köln in Deutschland.

## Lage und Beschreibung
Heienbach liegt westlich der Wiehltalsperre, die nächstgelegenen Zentren sind Gummersbach (24 km nordwestlich), Köln (61 km westlich) und Siegen (45 km südöstlich).

## Geschichte

### Erstnennung
1464 wurde der Ort das erste Mal urkundlich erwähnt. „Homburger Grenzumgang.“ 
Die Schreibweise der Erstnennung war Heygenbach.
| Bevölkerungsentwicklung | Bevölkerungsentwicklung |
| Jahr                    | Einwohner               |
| ----------------------- | ----------------------- |
| 1946                    | 105                     |
| 1991                    | 124                     |
| 2005                    | 132                     |
| 2008                    | 119                     |
| 2017                    | 97                      |
| 2018                    | 98                      |
| 2019                    | 97                      |

## Vereinswesen
- Dorfgemeinschaft Heienbach